# Molly Hagan
Molly Hagan, née le 3 août 1961 à Minneapolis, (Minnesota, États-Unis), est une actrice américaine.

## Biographie
Molly Hagan nait à Minneapolis au Minnesota. Ses parents sont Mary Elizabeth (née Henslee) et John Robert Hagan.
Elle a quatre frères, Chris, Edward, Patrick et John Joseph Hagan et deux sœurs, Liz et Lucy Hagan.
Elle a été élevée à Fort Wayne, Indiana. Elle a fait ses études à l'Université Northwestern.

## Filmographie

### Cinéma

#### Longs métrages
- 1985 : Sale temps pour un flic (Code of Silence) d'Andrew Davis : Diana Luna
- 1987 : L'Amour à l'envers (Some Kind of Wonderful) d'Howard Deutch : Shayne
- 1988 : Comme un cheval fou (Fresh Horses) de David Anspaugh : Ellen
- 1995 : French Exit (en) Daphna Kastner : Alice
- 1996 : Le Dentiste (The Dentist) de Brian Yuzna : Jessica
- 1996 : Les Enfants du diable (Sometimes They Come Back... Again) d'Adam Grossman : Officier Violet Searcey
- 1998 : Ringmaster de Neil Abramson (en) : Connie
- 1999 : L'Arriviste (Election) d'Alexander Payne : Diane McAllister
- 2000 : Playing Mona Lisa de Matthew Huffman : Jenine Goldstein
- 2001 : Air Bud 4 : Un chien du tonnerre (Air Bud : Seventh Inning Fetch) de Robert Vince : Coach Crenshaw
- 2005 : Tom's Nu Heaven de Dale Launer : Dr Randy
- 2008 : The Lucky Ones de Neil Burger: Pat Cheaver
- 2008 : Henry Poole (Henry Poole Is Here) de Mark Pellington : La pédiatre
- 2009 : Just Peck de Michael A. Nickles : Mme Sears
- 2009 : And the Winner Is... de Christina Grozik : Une étudiante
- 2010 : Love Shack de Gregg Sacon et Michael B. Silver : Debbie Vanderspiegl
- 2011 : Red State de Kevin Smith : Janet Keenan
- 2013 : Miss Dial de David Steinberg : Une femme
- 2013 : Beneath de Ben Ketai : Judith Marsh
- 2014 : Témoin gênant (Not Safe for Work) de Joe Johnston : Janine
- 2014 : The Last Night d'Andrew Hyatt : Meryl
- 2014 : BFFs d'Andrew Putschoegl : Rebecca
- 2014 : Ask Me Anything d'Allison Burnett (en) : Caroline Kampenfelt
- 2015 : We Are Your Friends de Max Joseph : Francine
- 2015 : Navy Seals : Battle for New Orleans (Navy Seals vs. Zombies) de Stanton Barrett : Stacy Thomas
- 2016 : Sully de Clint Eastwood : Doreen Welsh
- 2017 : Les Heures retrouvées (The Keeping Hours) de Karen Moncrieff : Daniels
- 2017 : The Garage Sale de J.M. Logan : Sophie
- 2019 : God Incorporated de Jeff Deverett : Présidente Sloan
- 2019 : Boris and the Bomb de David Kronmiller : Dani
- 2020 : All My Life de Marc Meyers : Hope Marie Carter

#### Courts métrages
- 2008 : The Babysitter de David H. Steinberg : Mme Jones
- 2009 : Cost of Living de Larry LaFond : Penny
- 2016 : Step 9 de Leonora Pitts : Janine
- 2019 : Appy Days d'Eric Dyson : Margot
- 2019 : When We Dance de Charles A. Pieper : Emilia
- 2020 : The Italian d'Evans Forde : La directrice de casting

### Télévision

#### Séries télévisées
- 1985 : Côte Ouest (Knots Landing) : Meredith
- 1985 : Les deux font la paire (Scarecrow and Mrs. King) : Penny McNeil
- 1986 : Mr. Sunshine : Jane
- 1987 : Hôtel (Hotel) : Karen
- 1987 : Alf : Denise
- 1988 : Le Monde merveilleux de Disney (The Wonderful World of Disney) : Jennifer Spalding / Mary Ann Gibbons
- 1989 : The Nutt House : Sally Lonnaneck
- 1989 / 1994 : Columbo : Ruth Jernigan / Victoria Chase
- 1990 : Les Craquantes (The Golden Girls) : Caroline
- 1991 - 1994 : Herman's Head : Angel
- 1993 : Seinfeld : Sœur Roberta
- 1993 - 1994 : Arabesque : Dana Ballard/ Amelia Farnum
- 1994 : Star Trek : Deep Space Nine : Eris
- 1995 : Legend : Paytents
- 1995 : Dream On : Eve
- 1995 : The Larry Sanders Show : Une femme
- 1996 - 1997 : LIfe's Work : Dee Dee Lucas
- 1997 : Diagnostic : Meurtre (Diagnosis Murder) : Paige Jennings
- 1999 : Demain à la une (Early Edition) : Carolyn Burns
- 1999 : La croisière s'amuse, nouvelle vague (Love Boat : The Next Wave) : Elizabeth
- 1999 : Providence : Trish Calloway
- 1999 : Chicago Hope : La Vie à tout prix (Chicago Hope) : Bettina Wallace
- 1999 / 2004 : JAG : Melinda Davy / La capitaine du bateau
- 2000 : La Vie avant tout (Strong Medicine) : Grace Duke
- 2000 - 2001 : Becker : Sarah
- 2001 : Invisible Man (The Invisible Man) : Dr Day
- 2001 : Les Anges du bonheur (Touched by an Angel) : Karen Schultz
- 2001 : Emeril : Joanna
- 2002 : Charmed : Karen Young
- 2002 : Friends : Sarah
- 2002 : Greetings from Tucson : Karen Tobin
- 2003 : Six Feet Under : Rachel
- 2003 : The Agency : Caroline Magnuson
- 2003 : New York Police Blues (NYPD Blue) : Nancy Ackerman
- 2004 : Monk : Mme Lennington
- 2004 - 2007 : Allie Singer : Sue Singer
- 2005 : Numbers : La technicienne en empreinte
- 2005 : Urgences (ER) : Meredith Smart
- 2005 : NCIS : Enquêtes spéciales (NCIS) : Audrey Vetter
- 2007 : The Closer : L.A. enquêtes prioritaires (The Closer) : Kathy Reichter
- 2007 : Private Practice : Karen Adams
- 2007 : Murder 101 : Hilda Lake
- 2007 : Side Order of Life : Karma
- 2008 : Eli Stone : Mooira Foote
- 2008 : Cold Case : Affaires classées (Cold Case) : Lois Rabinski
- 2008 : Fear Itself : Elena Edlund
- 2008 : Ghost Whisperer : Penny Jones
- 2008 : Bones : Elisabeth King
- 2009 : Grey's Anatomy : Jackie
- 2009 : Princess Protection Program : La directrice
- 2009 : Médium : La médecin aux urgences
- 2011 : Chaos : Mme Lurkin
- 2012 : Desperate Housewives : Gillian
- 2012 : Perception : Une professeur
- 2013 : Mentalist : Elizabeth Hennings
- 2013 : NCIS : Los Angeles : Peggy Winant
- 2013 : Masters of Sex : Sybil
- 2014 : Liv et Maddie (Liv and Maddie) : Mme Wakefield
- 2014 : Longmire : Sylvia Mallory
- 2014 : Switched : Tammy Brenawicz
- 2014 : Rectify : Florine
- 2014 : Satisfaction : La thérapeute
- 2014 : Stalker : Nancy Dalton
- 2014 : Castle : Daisy May
- 2014 - 2015 : L'Apprentie maman (Instant Mom) : Eunice Ebnetter
- 2015 : True Detective : Mme Harris
- 2015 / 2019 : iZombie : Eva Moore
- 2016 : NCIS : Nouvelle-Orléans (NCIS : New Orleans) : Elaine Jarrett
- 2016 : Mistresses : Dr Paysinger
- 2016 : Dead of Summer : Un été maudit (Dead of Summer) : Beth Dalton
- 2016 - 2017 / 2019 : Jane the Virgin : Patricia Cordero
- 2017 : Big Little Lies : Dr Moriarty
- 2017 : Feud : Le médecin de Bette
- 2017 : Better Call Saul : Juge Lindsay Arch
- 2017 : Law and Order True Crime : Joan Vandermolen
- 2017  Swedish Dicks : Melanie
- 2017 / 2019 : The Orville : Drenala Kitan
- 2018 : Legion : Laura Mercer
- 2018 : Reverie : Tirzah Hagan
- 2018 : Murder (How to Get Away with Murder) : Nancy Montoya
- 2019 : Le Secret de Nick (No Good Nick) : Dorothy
- 2019 : Into the Dark : Kiwi
- 2019 : Truth Be Told : Susan Carver
- 2019 : Web/Sombre (Dark/Web) : Victoria Brennan
- 2020 : Narcos : Mexico : Stella Mancuso
- 2021 - 2024 : Walker : Abeline Walker (rôle principal)

#### Téléfilms
- 1985 : First Steps de Sheldon Larry : Pam
- 1986 : Dallas : The Early Years de Larry Elikann : Ellie
- 1988 : Frappé en plein vol (Shootdown) de Michael Pressman : Elizabeth Moore
- 1990 : Last Flight Out de Larry Elikann : Pam
- 1994 : A Perry Mason Mystery : The Case of the Lethal Lifestyle d'Helaine Head : Laurel Crown
- 1996 : The Rockford Files : Friends and Foul Play de Stuart Margolin : Trudy Wise
- 2000 : Miracle sur la deuxième ligne (Miracle In Lane 2) : Sheila Yoder
- 2002 : Vengeance trompeuse (They Shoot Divas, Don't They ?) de Jonathan Craven : Diane
- 2002 : Diagnosis Murder : Town Without Pity de Christopher Hibler : Kelly Harris
- 2009 : Princess Protection Program d'Allison Liddi-Brown : La directrice
- 2011 : Cinema Verite de Shari Springer Berman et Robert Pulcini : Kay
- 2012 : Liaisons interdites (TalhotBlond) de Courteney Cox : Beth Brooks
- 2014 : Les Enfants du péché : Nouveau Départ (Petals on the Wind) de Karen Moncrieff : Mlle Calhoun
- 2015 : Une enseignante troublante (A Teacher's Obsession) de Blair Hayes : Candace
- 2018 : Quand le passé ressurgit... (Long Lost Daughter) de Christopher James Lang : Kathy Rhodes